# Nawamin Chaiprasert
Nawamin Chaiprasert (thailändisch นวมินทร์ ชัยประเสริฐ, * 4. März 1995 in Loei) ist ein thailändischer Fußballspieler.

## Karriere
Nawamin Chaiprasert spielte bis Ende 2014 beim Loei City FC. Der Verein aus Loei spielte in der dritten Liga, der damaligen Regional League Division 2. Hier trat der Klub in der North/Eastern-Region an. 2015 wechselte er zum Khon Kaen FC. Der Verein aus Khon Kaen, einer Stadt in der Provinz Khon Kaen in der Nordostregion von Thailand, dem Isan, spielte in der zweithöchsten Liga des Landes, der Thai League 2. Zu Beginn der Saison 2021/22 wechselte er in die Hauptstadt Bangkok zum Zweitligaaufsteiger Raj-Pracha FC. Für den Hauptstadtverein absolvierte er 2021 sieben Zweitligaspiele. Zur Rückrunde 2021/22 wechselte er im Dezember 2021 zum Ligakonkurrenten Chiangmai FC. Für den Verein aus Chiangmai absolvierte er sechs Zweitligaspiele. Im Juni 2022 unterschrieb er einen Vertrag beim Zweitligaaufsteiger Uthai Thani FC. Mit dem Verein aus Uthai Thani wurde er am Saisonende Tabellendritter und qualifizierte sich somit zu den Aufstiegsspielen zur ersten Liga. Hier konnte man sich im Finale gegen den Customs United FC durchsetzen und stieg in die erste Liga auf. Für Uthai Thani bestritt er 20 Ligaspiele. Nach Ende der Saison wurde sein Vertrag in Uthai Thani nicht verlängert. Der Drittligist Muang Loei United FC nahm ihn zu Beginn der Saison 2023/24 unter Vertrag. Mit dem Klub aus Loei spielte er elfmal in der North/Eastern Region der Liga. Im Januar 2024 wechselte er zum Zweitligisten Customs United FC. Am Ende der Saison 2023/24 belegte er mit dem Klub den vorletzten Tabellenplatz und musste somit in die dritte Liga absteigen. Nach dem Abstieg verließ er den Verein und schloss sich im Juni 2024 dem Zweitligisten Nakhon Si United FC an.